# Курралинью
Курралинью (порт. Curralinho) — муниципалитет в Бразилии, входит в штат Пара. Составная часть мезорегиона Маражо. Входит в экономико-статистический микрорегион Фурус-ди-Бревис. Население составляет 28 549 человек на 2010 год. Занимает площадь 3617,252 км². Плотность населения — 7,89 чел./км².

## Демография
Согласно сведениям, собранным в ходе переписи 2010 г. Национальным институтом географии и статистики (IBGE), население муниципалитета составляет:
| Полное население                               | Полное население                               | Полное население                               | Полное население                               | 28 549 |
| ---------------------------------------------- | ---------------------------------------------- | ---------------------------------------------- | ---------------------------------------------- | ------ |
| в том числе:                                   | Городское население                            | 10 930                                         | Процент городского населения, %                | 38,29  |
|                                                | Сельское население                             | 17 619                                         | Процент сельского населения, %                 | 61,71  |
|                                                | Мужское население                              | 15 059                                         | Процент мужского населения, %                  | 52,75  |
|                                                | Женское население                              | 13 490                                         | Процент женского населения, %                  | 47,25  |
| Плотность населения, чел/км²                   | Плотность населения, чел/км²                   | Плотность населения, чел/км²                   | Плотность населения, чел/км²                   | 7,89   |
| Население муниципалитета в % к населению штата | Население муниципалитета в % к населению штата | Население муниципалитета в % к населению штата | Население муниципалитета в % к населению штата | 0,38   |

По данным оценки 2015 года население муниципалитета составляет 32 248 жителей.

## Статистика
- Валовой внутренний продукт на 2003 год составляет 23 684 734,00 реалов (данные: Бразильский институт географии и статистики).
- Валовой внутренний продукт на душу населения на 2003 год составляет 1079,43 реалов (данные: Бразильский институт географии и статистики).
- Индекс развития человеческого потенциала на 2000 год составляет 0,596 (данные: Программа развития ООН).

## Административное деление
Муниципалитет состоит из 2 дистриктов:
| № | Наименование дистрикта | Наименование дистрикта (порт.) | Территория, км² | Население, чел.(2010) | Население, чел.(2010) | Население, чел.(2010) | Плотность, чел./км² | Код дистрикта |
| № | Наименование дистрикта | Наименование дистрикта (порт.) | Территория, км² | всего                 | городское             | сельское              | Плотность, чел./км² | Код дистрикта |
| 1 | Курралинью             | Curralinho                     | 1276,44         | 18 680                | 9961                  | 8719                  | 14,63               | 150280605     |
| 2 | Пириа                  | Piriá                          | 2340,81         | 9869                  | 969                   | 8900                  | 4,22                | 150280610     |

## Важнейшие населенные пункты
| № | Населённый пункт | Населённый пункт (порт.) | Категория | Население чел. (2010) | На карте                       |
| - | ---------------- | ------------------------ | --------- | --------------------- | ------------------------------ |
| 1 | Курралинью       | Curralinho               | город     | 9961                  | 1°48′37″ ю. ш. 49°47′51″ з. д. |
| 2 | Пириа            | Piriá                    | поселок   | 969                   | 1°40′45″ ю. ш. 50°02′46″ з. д. |